# Una donna da sognare (singolo)
Una donna da sognare è un singolo della cantante pop italiana Patty Pravo, pubblicato nel maggio 2000 dall'etichetta discografica Pensiero stupendo/Sony.

## Una donna da sognare
Il testo è di Pia Tuccitto e Vasco Rossi e la musica di Pia Tuccitto e Gaetano Curreri, e prodotto da questi ultimi, è stato estratto dall'omonimo album della cantante, Una donna da sognare, pubblicato nel medesimo album.
La cantante ha presentato questa canzone, insieme a un'altra tratta dallo stesso disco, Una mattina d'estate, al Festivalbar 2000.
Il brano fu anche utilizzato come sigla della soap opera Ricominciare, andata in onda su Rai 1 nella stagione 2000-2001.

## Tracce
1. Una donna da sognare – 4:21
2. Una donna da sognare (Instrumental) – 4:21

## Classifiche
| Paese  | Posizione massima |
| ------ | ----------------- |
| Italia | 11                |